# Gymnangium ishikawai
Gymnangium ishikawai är en nässeldjursart som först beskrevs av Eberhard Stechow 1907.  Gymnangium ishikawai ingår i släktet Gymnangium och familjen Aglaopheniidae. Inga underarter finns listade i Catalogue of Life.